# Don't Kill the Whale
Don't Kill the Whale è una canzone del gruppo progressive inglese Yes. È la traccia numero due del nono album in studio della band, Tormato del 1978.
Il brano, scritto a quattro mani da Jon Anderson e Chris Squire, rispettivamente cantante e bassista degli Yes, è una spirituale invocazione contro la caccia alla balena. Notevoli sono i due assolo presenti nel brano, eseguiti l'uno da Steve Howe alla chitarra elettrica, l'altro da Rick Wakeman ai sintetizzatori.
Il brano fu un singolo di successo della band britannica e rimase per un buon periodo di tempo nelle top ten inglesi e statunitensi. Fu inoltre una delle pochissime hit single realizzate dagli Yes nella loro fortunata carriera; fra quelle maggiormente di nota, si ricordano Roundabout (dall'album Fragile del 1972) e Owner of a Lonely Heart (da 90125, pubblicato nel 1983). 
Un interessante arrangiamento è inserito nell'album tributo agli Yes Tales from Yesterday del 1995 in una cover ad opera dei Magellan.